# Quercus utilis
Quercus utilis är en bokväxtart som beskrevs av Hu Hsien-Hsu och Wan Chun Cheng. Quercus utilis ingår i släktet ekar, och familjen bokväxter. Inga underarter finns listade i Catalogue of Life.